# Kim Dae-eui
Kim Dae-eui (김대의?, 金大儀?; Suwon, 30 maggio 1974) è un ex calciatore sudcoreano, di ruolo attaccante.